# Cuina siciliana

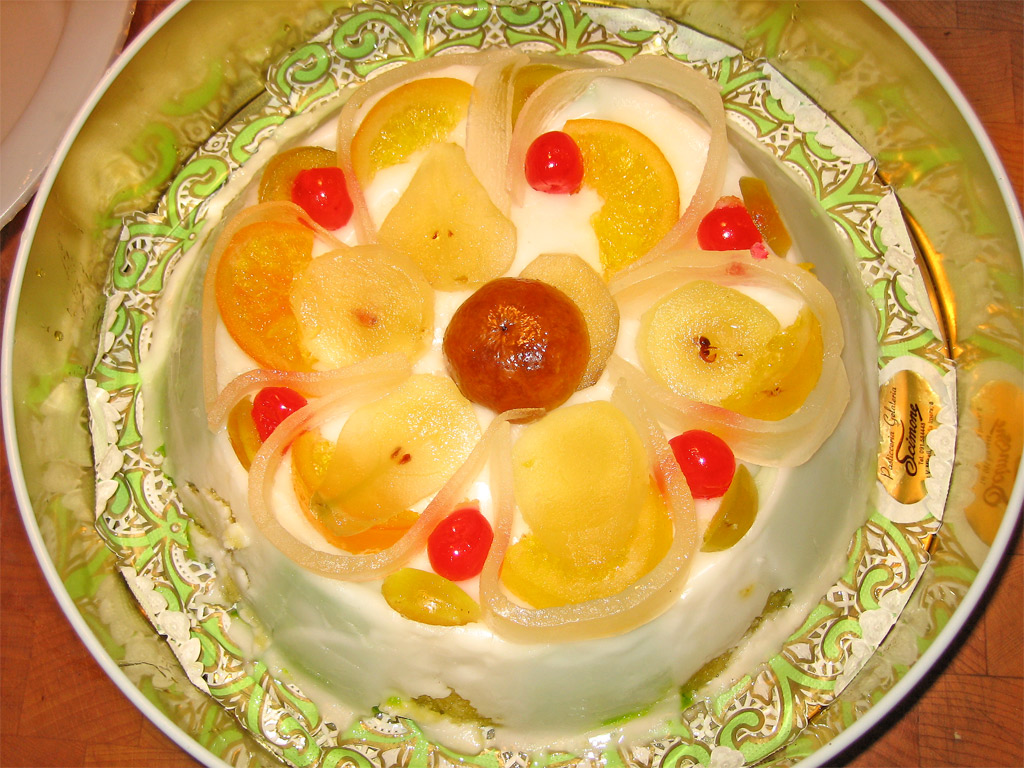
La Cassata siciliana és un dels plats més difusos a nivell regional..

La Cuina siciliana està estretament unida a la història i cultura siciliana, així com amb la vida religiosa e espiritual de l'illa. Es tracta d'una cultura gastronòmica regional, complexa i diversa, que mostra clarament la contribució de les cultures que es van establir a Sicília en el transcurs dels dos últims mil·lennis. Es té, per exemple, la contribució alimentària de l'antiga Grècia mitjançant el «Monsù» de les grans cuines nobiliàries, passant pels dolços de plena influència magribina i de les especialitats jueves.

## Ingredients

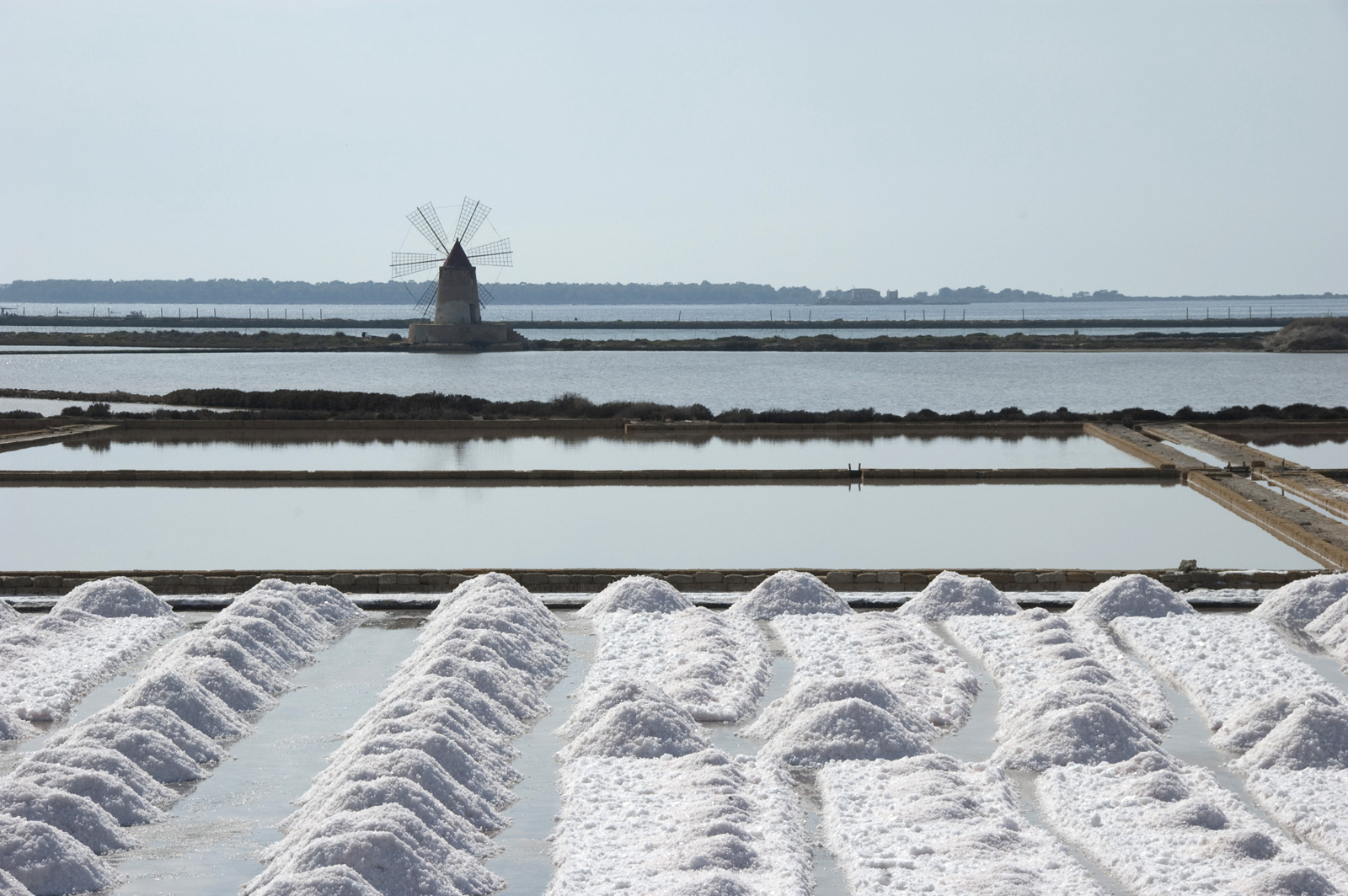
Salines de Trapani.

Els ingredients són típics de qualsevol gastronomia mediterrània. Complexa i articulada, la cuina siciliana és sovint considerada com la més rica i d'especialitats més espectaculars d'Itàlia.
Els plats de la cuina siciliana s'utilitza exclusivament l'oli d'oliva, tant per cuinar com per amanir. La mantega és molt poc usada, potser a l'elaboració d'alguns dolços. Els ingredients principals són vegetals o marins (peix i mol·luscs). La carn s'utilitza relativament poc als plats sicilians, un dels més coneguts és el «farsu magru».
Les conegudes salines de Trapani, des d'on s'extreu des de l'antiguitat una finíssima sal marina, fan que sigui un ingredient especial de la cuina siciliana. Altres espècies i herbes aromàtiques emprades amb freqüència són: l'alfàbrega, julivert (prezzemolo), menta, llorer, romaní, sàlvia, etc., s'utilitza a més a més el gessamí, els pinyons, les panses, ametlles, festucs, etc. És freqüent la preparació de molts plats amb gusts agredolços.
A Trapani - a l'extrem més occidental de l'illa - la influència de la cuina magribina fa acte de presència i és possible trobar especialitats locals elaborades amb cuscús: couscous al pesce (cuscús de peix).

## Galeria

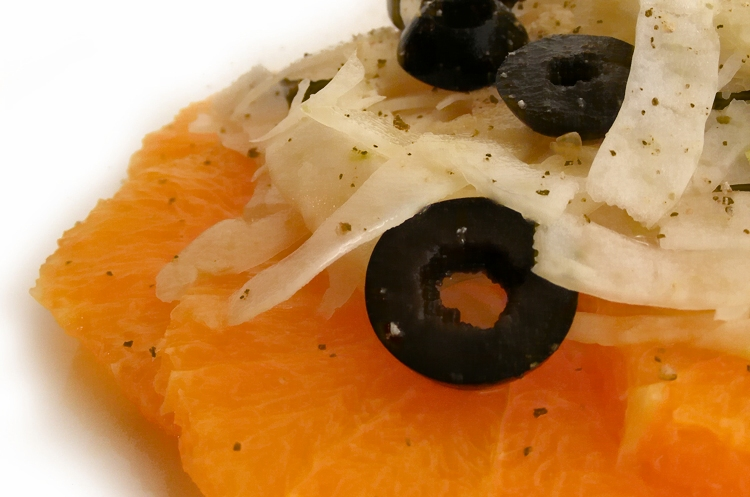
Amanida de taronja amb fonoll
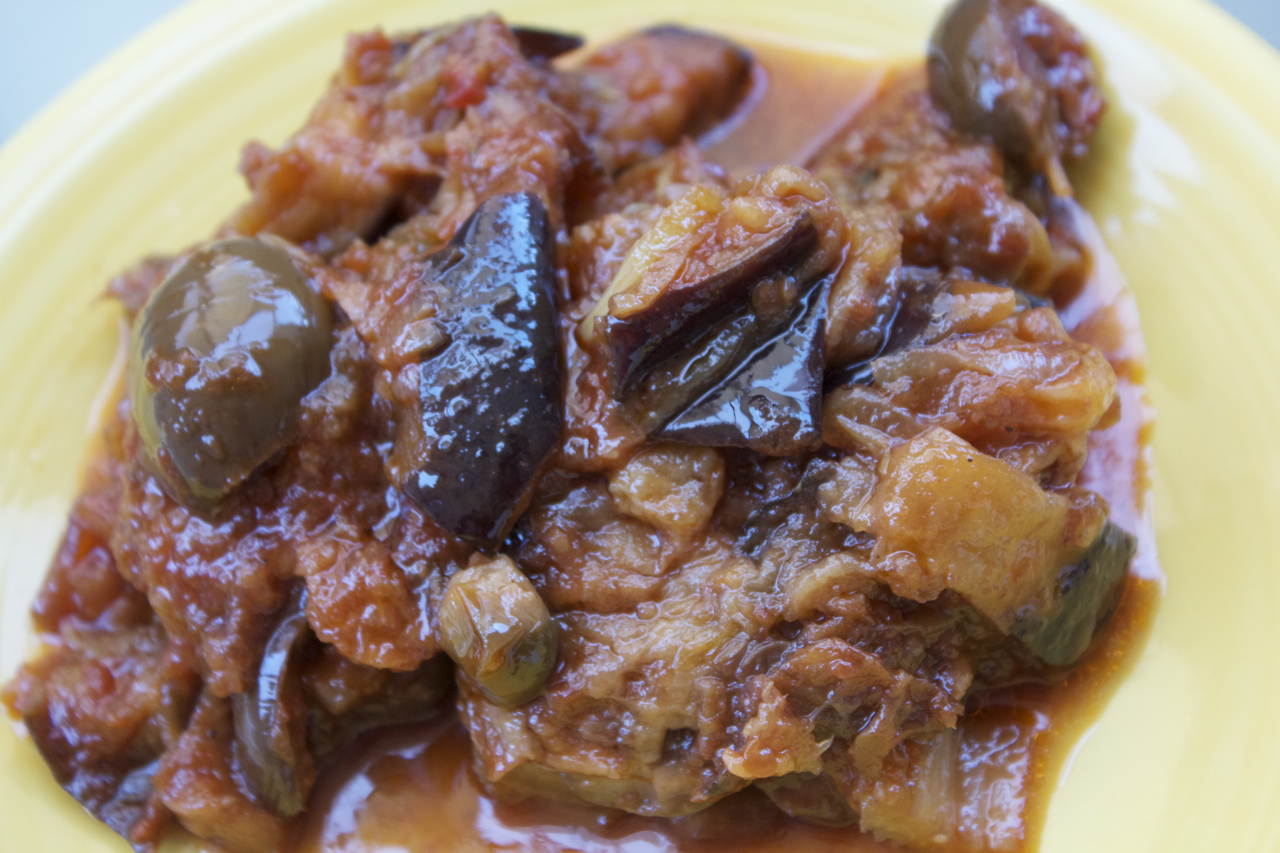
Caponata
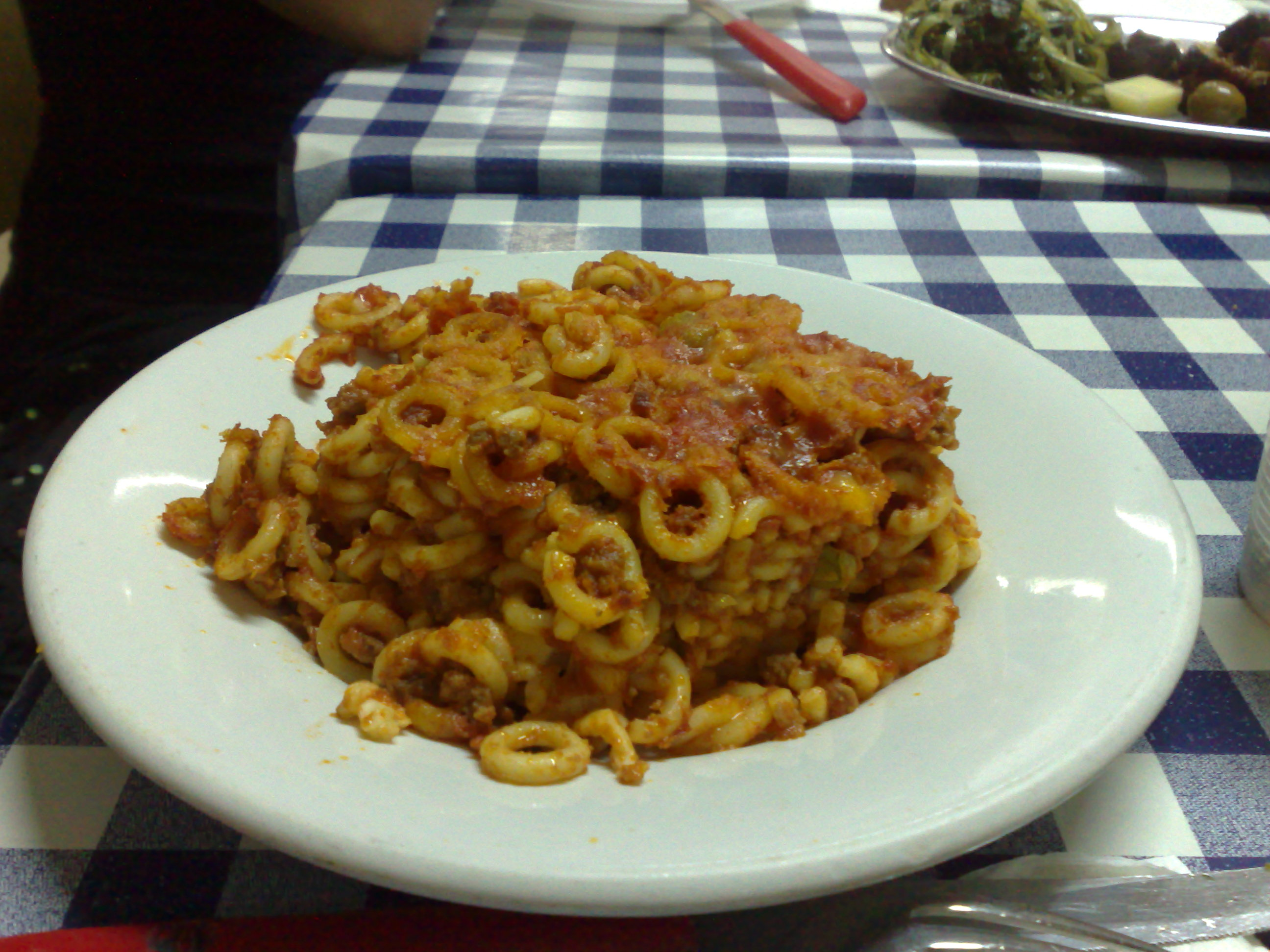
Anelletti al forno
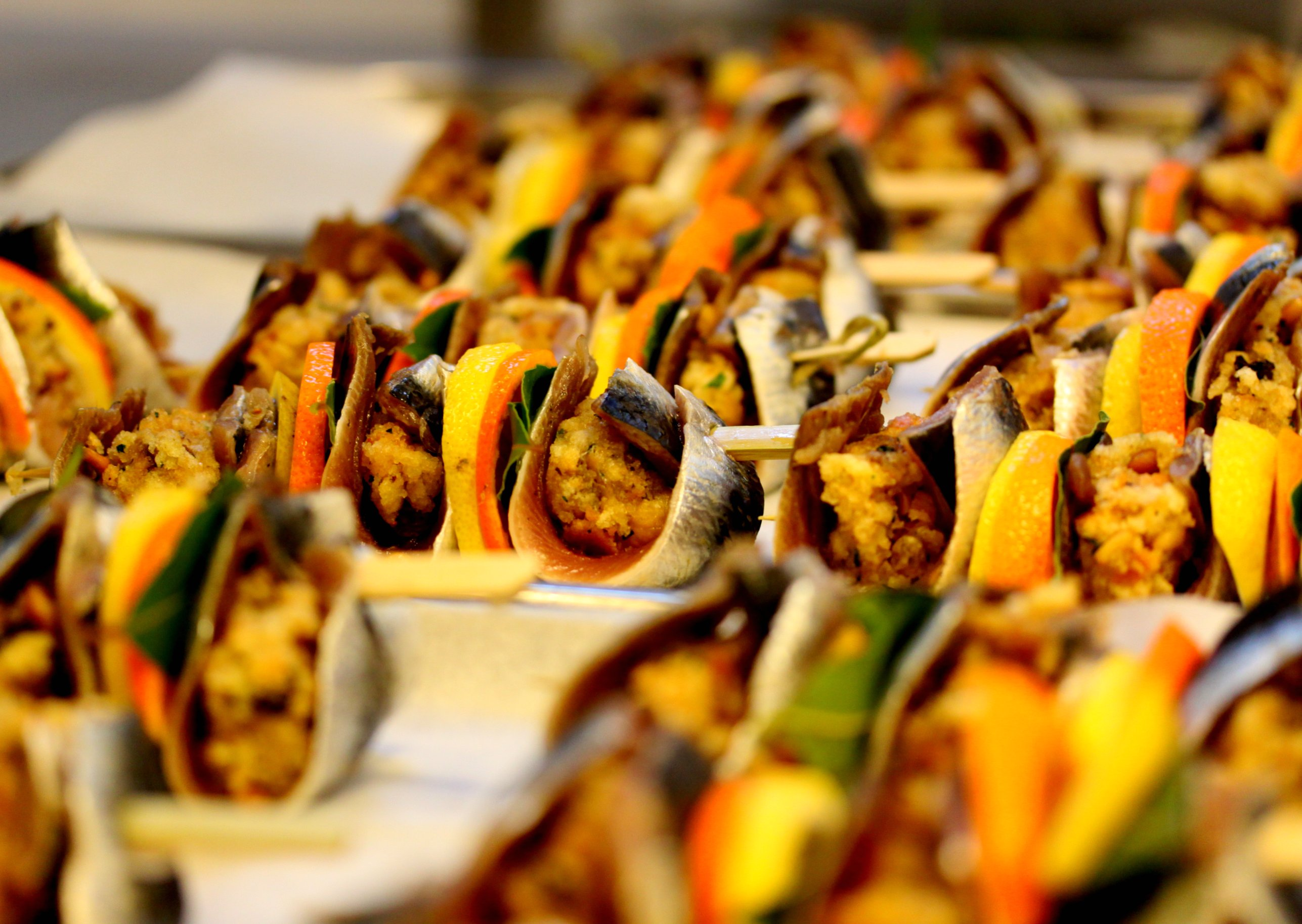
Sardina al beccafico
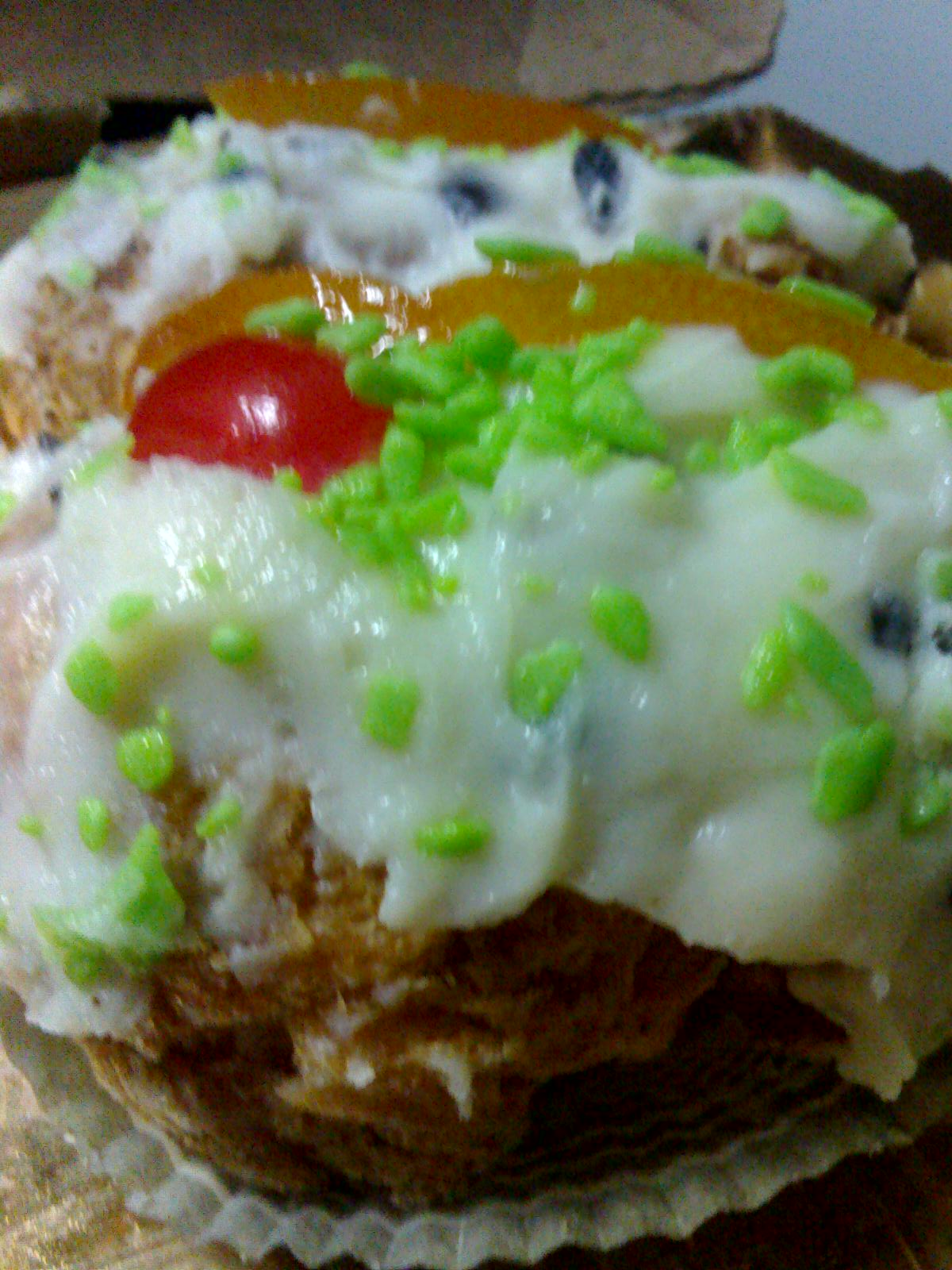
Sfince con la ricotta
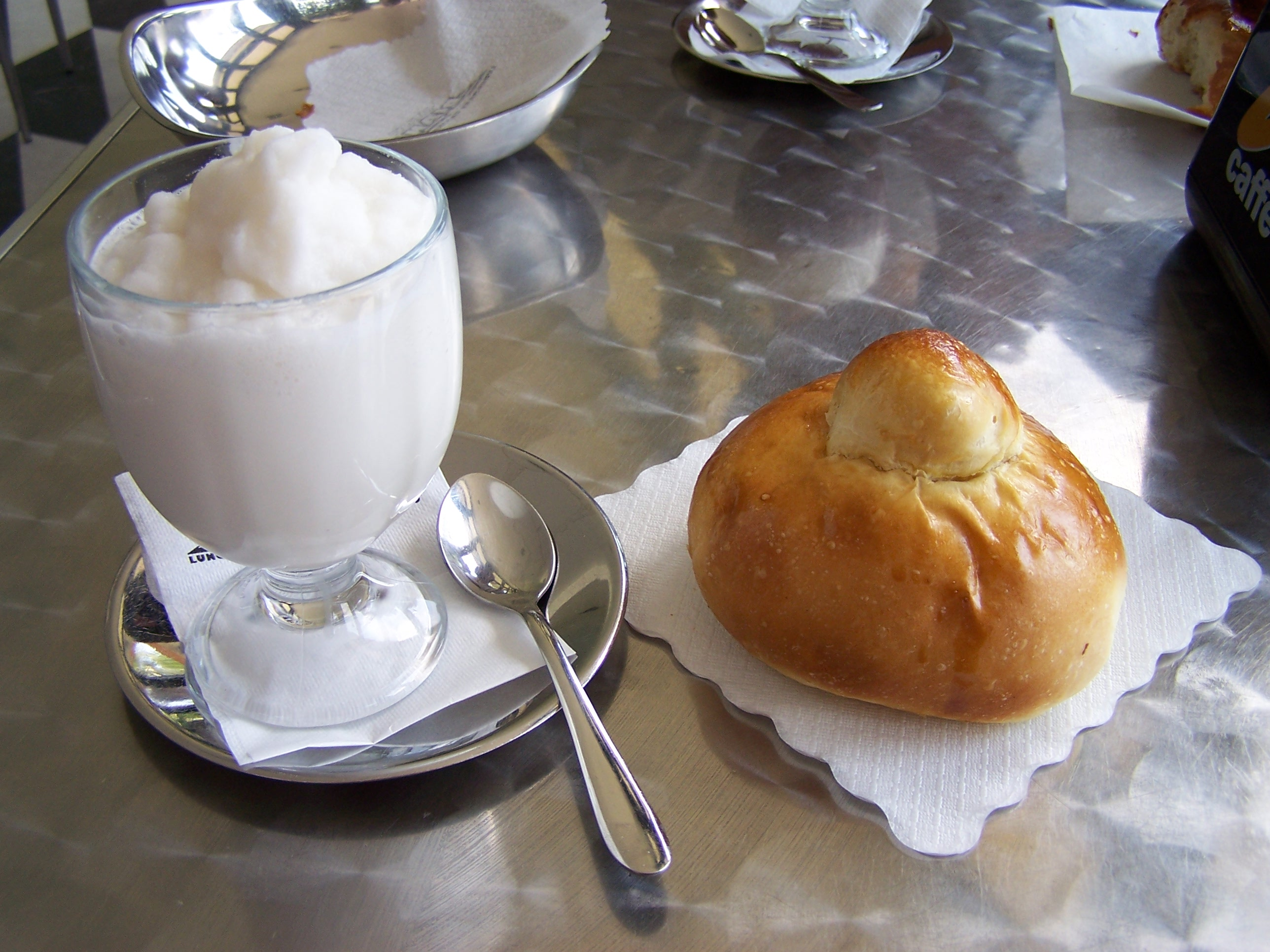
Granita i briox